# قصر سوارنا (مسلسل)
قصر سوارنا (بالهندية: यहाँ मैं घर घर खेली) هو مسلسل هندي تتنوع به المشاعر ما بين الحب والكراهية والرغبة في الانتقام مع القليل من الرومانسية.

## القصة
فتدور أحداثه حول وجود عائلة ثرية وذات شهرة كبيرة تعرف باسم عائلة ثاكور، تلك العائلة تمتلك منزلًا فخمًا في أوجين، يسمى هذا المنزل بسوارنا بهافانا، ورب تلك الأسرة هو ثاكور أدي براتاب سينج، فهم يعيشون في حياة مرفهة ومليئة بالتراث العائلي القديم. رب الأسرة لديه مبدأ يسير عليه في حياته، وهو عدم التنازل عن اعتزازه بنفسه لذلك كان دائم التقليل من الغير ممن هم أقل منه في المستوى الاجتماعي. هذا الأمر الذي ولد بينه وبين ابن سائقه (جغموهان براساد) كراهية وعداء شديد، بسبب اهاناته المستمرة له ولوالده وعدم تقديره لهما.
وبعدما اشتد اعتداء ثاكور على والده، بدأ (جغموهان براساد) يتحدى نفسه وقرر أن يجتهد ويذاكر بجد لكي يكون واحد من الأثرياء في يوم ما، وبالفعل مع مرور حلقات المسلسل يحقق ما كان يصبو له. ومع مرور الحلقات تكاسل ثاكور عن الكثير من المهام بسبب غروره الزائد مما أضطره هو وعائلته إلى مغادرة منزلهم بسبب خسارة جميع أموالهم في يوم واحد، ولم يتوافر لديهم سوى القصر الذي شاركهم السكنة به بعض من أقاربهم وهم (راجفا ماما) و(شيتال مامي). إلى أن مر الوقت وحتى القصر قام  (جاغموهان) بشرائه، وكان تلك أولى خطواته من أجل الانتقام من ثاكور الذي كان يهين ويحقر من شأن والده باستمرار.
وبعد انتقال ثاكور وأسرته لمنزل جديد لم يتمكن من التكيف معه، ولم يتمكن من العيش بالطريقة التي يرغب بها، فهو وأسرته كانوا في ضائقة مالية كبيرة. وهذا ما جعل ابنته الصغرى (أبها) تبحث عن عمل آخر لكي تكسب بعض الرزق وتستطيع العيش منه، ولكنها لم تخبر والدها الذي كان يرفض عمل المرأة. وخلال بحثها تحصل على وظيفة سكرتيره عند (جاغموهان) بعدما ضاق بها الحال في البحث عن وظيفة أخرى، وهي كانت تعلم مدى كراهية والدها له ومدى العداء المحتد بينهما، لذلك أخفت هويتها الحقيقة عنه وأسمت نفسها (تاسفير). وعلى الرغم من أنها كانت تعمل بجد واجتهاد إلا أنها واجهت بعض الصعوبات والمشاكل والتي يتمركز عليها باقي حلقات أجزاء المسلسل. وكان يقوم الأبن الأكبر (لجاغموهان) بمساعدة زوجته بجعل هويتها مخفية عن الأبن الأصغر وهو (كاران) الذي أحبها وعشقها بقوة. وتبدأ الأحداث تدور حول حب (كاران وأبها) وفيما بعد المشاكل التي قابلتهم إلى أن تزوجوا، ومن ثم تبدأ المشاكل من جميع الأطراف تدور حول زواجهم. ويقوموا بحل مشكلة تلو الأخرى ويكتشفوا الضغائن والمكايدات التي يضعها البعض لهم.

## روابط خارجية
- زي أفلام
- ملخص مسلسل قصة سوارنا